# Шмидтахенбах
Шмидтахенбах (њем. Schmidthachenbach) општина је у њемачкој савезној држави Рајна-Палатинат. Једно је од 96 општинских средишта округа Биркенфелд. Према процјени из 2010. у општини је живјело 393 становника. Посједује регионалну шифру (AGS) 7134077.

## Географски и демографски подаци
Шмидтахенбах се налази у савезној држави Рајна-Палатинат у округу Биркенфелд. Општина се налази на надморској висини од 255 метара. Површина општине износи 10,0 km². У самом мјесту је, према процјени из 2010. године, живјело 393 становника. Просјечна густина становништва износи 39 становника/km².